# Matematyka wyższa
Wyższa matematyka — przedmioty matematyczne nauczane w szkołach średnich i uczelniach wyższych, obejmujący m.in. wyższą (abstrakcyjną) algebrę i analizę matematyczną.
Słownikowo matematyka wyższa jest określana jako dział matematyki operujący pojęciem granicy. Poza tym nie ma dokładnego określenia wykazu obszarów matematyki dla tego rodzaju nauczana. Np. może zawierać geometrię analityczną, elementy algebry  wyższej i liniowej, rachunek różniczkowy i całkowy, równania różniczkowe, teorię mnogości, teorię prawdopodobieństwa i elementy statystyki matematycznej.